# Action (film)
Action är en westernfilm från 1921 regisserad av John Ford och med Hoot Gibson i huvudrollen. Filmen baseras på Peter B. Kynes populära roman The Three Godfathers. Den räknas som förlorad.

## Skådespelare
- Hoot Gibson - Sandy Brouke
- Francis Ford - Soda Water Manning
- J. Farrell MacDonald - Mormon Peters
- Buck Connors - Pat Casey
- Clara Horton - Molly Casey
- William Robert Daly - J. Plimsoll
- Dorothea Wolbert - Mirandy Meekin
- Byron Munson - Henry Meekin
- Charles Newton - Sherriff Dipple
- Jim Corey - Sam Waters
- Ed Jones - Art Smith (as Ed 'King Fisher' Jones)